# Myrmarachne globosa
Myrmarachne globosa là một loài nhện trong họ Salticidae.
Loài này thuộc chi Myrmarachne. Myrmarachne globosa được Fred R. Wanless miêu tả năm 1978.